# 国立国語研究所
国立国語研究所（こくりつこくごけんきゅうしょ、英: NINJAL: National Institute for Japanese Language and Linguistics）は、日本の大学共同利用機関法人人間文化研究機構が設置する大学共同利用機関の一つ。日本語学、および言語学や日本語教育研究を主とした研究機関であり、日本語の文法や語彙、発音、文字、方言、歴史などについての科学的研究を行っている。

## 概要
1948年の設立以降、統計学的手法・電子計算機を用いた語彙調査、方言調査による言語地図の作成、日本語と外国語の対照（比較）研究、など日本語に関する各種の調査・研究を実施してきている。
また、2020年時点で実施している主な研究の例として、日本の消滅危機言語・方言の研究、日本語コーパスの開発・拡充、外国語としての日本語教育研究、などが挙げられている。
文部省の機関→文化庁の機関→独立行政法人と設置形態が変遷し、2009年10月以降は大学共同利用機関として設置されている。法令上の設置目的は「国語及び国民の言語生活並びに外国人に対する日本語教育に関する科学的な調査研究並びにこれに基づく資料の作成及びその公表」。
総合研究大学院大学に2023年4月から設置された先端学術院において、本研究所はその基盤機関の一つとして参画しており、先端学術専攻日本語言語科学コース（博士後期課程）の提供を行っている。

## 沿革
| 年     | 月日     | 出来事 |
| ------ | -------- | --- |
| 1948年 | 12月20日 | 国立国語研究所が文部省の機関として発足。庁舎は東京都新宿区の明治神宮聖徳記念絵画館の一部を借用。                                                                        |
| 1954年 | 10月1日  | 東京都千代田区神田一ツ橋の旧・一橋講堂内に移転。 |
| 1962年 | 4月1日   | 東京都北区稲付西山町（現・西が丘）の旧・駐留米軍接収地に庁舎を建設し移転。 （2005年の立川移転後にナショナルトレーニングセンターの宿泊施設アスリート・ヴィレッジが配置） |
| 1968年 | 6月15日  | 文化庁の新設に伴い、国立国語研究所は文化庁の機関に移行。 |
| 2001年 | 4月1日   | 国立試験研究機関から独立行政法人に移行され、新たに独立行政法人国立国語研究所が発足。                                                                                    |
| 2005年 | 2月1日   | 東京都立川市緑町に庁舎移転。 |
| 2009年 | 10月1日  | 独立行政法人国立国語研究所廃止。大学共同利用機関法人人間文化研究機構に移管され、機構を構成する大学共同利用機関の一つとなる。                                            |

## 編集発行資料
成果は、学術界・教育界・産業界・一般市民などに向け、報告書・地図・データベースなどの形で公表されている。
主な成果物として以下のものがあり、多くはウェブサイトで公開されている（ただしユーザ登録などが必要なものもある）。

### 研究資料
- 分類語彙表
- 沖縄語辞典
- 日本言語地図（全6巻）
- 方言文法全国地図（全6巻）
- 国定読本用語総覧（全12巻）
- 日本語話し言葉コーパス
- 現代日本語書き言葉均衡コーパス
- 日本語歴史コーパス

### 年鑑
- 国語年鑑（1954年 - 2009年）
- 日本語教育年鑑（2000年 - 2009年）

年鑑所収の文献情報は2009年以降「日本語研究・日本語教育文献データベース」に統合されている。

### 論文集
- 日本語科学（1997年 - 2009年）
- 日本語教育論集（1983年 - 2009年）
- 国立国語研究所論集（2011年 - ）

### 広報誌・情報誌
- 国語研の窓（1999年 - 2009年）
- 国語研ことばの波止場（2017年 - ）

### その他
- 言語生活（監修）（1951年 - 1988年）
- 新「ことば」シリーズ（2000年 - 2009年）
- 日本語教育ブックレット（2002年 - 2009年）
- 日本語教育指導参考書（1978年 - 2009年）
- 分かりやすく伝える 外来語 言い換え手引き（2006年）
- 病院の言葉を分かりやすく―工夫の提案―（2009年）

## 所在地
- 〒190-8561 東京都立川市緑町10番地の2
  - 自治大学校・国文学研究資料館・統計数理研究所・国立極地研究所・東京地方裁判所立川支部が隣接している。
  - 庁舎設計は槇総合計画事務所[8]。

## 歴代所長
＜この節の主な出典： ＞
|      | 氏名       | 就任期間                        |
| ---- | ---------- | ------------------------------- |
| 初代 | 西尾実     | 1949年01月31日 - 1960年01月22日 |
| 2代  | 岩淵悦太郎 | 1960年01月22日 - 1976年01月16日 |
| 3代  | 林大       | 1976年01月16日 - 1982年04月01日 |
| 4代  | 野元菊雄   | 1982年04月01日 - 1990年03月31日 |
| 5代  | 水谷修     | 1990年04月01日 - 1998年03月31日 |
| 6代  | 甲斐睦朗   | 1998年04月01日 - 2005年03月31日 |
| 7代  | 杉戸清樹   | 2005年04月01日 - 2009年09月30日 |
| 8代  | 影山太郎   | 2009年10月01日 - 2017年09月30日 |
| 9代  | 田窪行則   | 2017年10月01日 - 2023年03月31日 |
| 10代 | 前川喜久雄 | 2023年04月01日 - 現職           |

## 交通
- 多摩都市モノレール高松駅から徒歩7分。
- 立川バス自治大学校・国立国語研究所停留所下車徒歩1分。